# Corporate Memphis

Иллюстрация в стиле Corporate Memphis из библиотеки дизайна humaaans

Corporate Memphis — термин, который используется (иногда пренебрежительно) для описания плоского дизайна, художественного стиля, получившего широкое распространение в иллюстрациях компаний Big Tech в конце 2010-х и начале 2020-х. Общими мотивами являются двумерные персонажи с непропорциональными чертами туловища, длинными и гибкими конечностями, минимальными чертами лица. Стиль подвергается критике за обобщённость и попытку представить межличностные отношения в формате утопического оптимизма. Также известен как Alegria style, Big Tech art style и Corporate art style.
Термин является данью уважения к итальянской группе художников и дизайнеров «Memphis» 1980-х, которые стремились соединить принципы дизайн-проектирования и традиционного художественного творчества в едином арт-дизайне.